# موراي سميث
موراي سميث (بالإنجليزية: Murray Smith)‏  (و. 1930 – 2010 م) هو سياسي، من كندا، توفي عن عمر يناهز 80 عاماً.

## مناصب
تولى منصب عضو مجلس العموم الكندي.